# Monique Jallet-Huant
Pour les articles homonymes, voir Jallet (homonymie).
Monique Jallet-Huant, née en 1932 à Paris, est écrivain, conférencière et spécialiste de l'histoire italienne ancienne.
Monique Jallet-Huant a fait toutes ses études à Paris (licence de droit, sciences politiques, admissible à l’ENA, Institut d’Administration des Entreprises). Après une courte carrière dans l'administration,elle devient l'une des premières femmes analyste financière au sein de grandes assurances, introduction en Bourse, Parc Astérix... retraitée depuis 1997, elle se consacre aujourd'hui entièrement à l’Italie qu’elle a parcourue en tous sens pendant 50 ans et à l’histoire de l’Antiquité romaine et de la Renaissance italienne qui constituent désormais les sujets de ses livres.

## Publications
- Femmes d'exception de l'histoire romaine : de la Louve à Galla Placidia, Charenton-le-Pont, Presses de Valmy, 2014, 388 p.
- Rome : les empereurs assassinés du 1er au 5e siècles, Charenton-le-Pont, Presses de Valmy, 2014, 263 p.
- Influence politique des femmes dans la Rome antique, ABM-éditions, 2011, 388 p.,  (ISBN 978-2-35152-239-4).
- Marc-Antoine : généralissime, prince d'Orient et acteur de la chute de la République romaine, Charenton-le-Pont, Presses de Valmy, 2009, 227 p.
- La chasse dans l'Antiquité romaine, Paris, Montbel, 2008, 161 p.
- Les Rois Numides et la conquête de l'Afrique du Nord par les Romains, Éditions Presses de Valmy, coll. « Éclats d'histoire », Charenton-le-Pont, 2006, 140 p.,  (ISBN 2-84772-056-1).
- L'aventure impossible de Cola di Rienzo. Rome, 1347 - une révolution populaire, Éditions Presses de Valmy, coll. « Éclats d'histoire », Charenton-le-Pont, 2005, 157 p.,  (ISBN 2-84772-043-X).
- Folies, extravagances et cruautés dans l'Empire romain - Caligula, Néron, Elagabal étaient-ils des empereurs diaboliques ?, Éditions Presses de Valmy, coll. « Éclats d'histoire », Charenton-le-Pont, 2004, 307 p.,  (ISBN 2-84772-029-4).
- La garde prétorienne dans la Rome antique, Éditions Presses de Valmy, coll. « Éclats d'histoire », Charenton-le-Pont, 2004, 159 p.,  (ISBN 2-84772-033-2).
- Plaisirs, combats et jeux du cirque dans la Rome antique, Éditions Presses de Valmy, coll. « Éclats d'histoire », Charenton-le-Pont, 2003, 230 p.,  (ISBN 2-84772-016-2).
- Petite et grande histoire du peuple étrusque ou L'étrange confession de la Chimère d'Arezzo, Éditions Presses de Valmy, coll. « Éclats d'histoire », Charenton-le-Pont, 2002, 122 p.,  (ISBN 2-84772-001-4).
- Le Royaume avorté - Les aventures d'Andrea Nori dans l'Italie des Médicis et des Borgia, Éditions Presses de Valmy, Charenton-le-Pont, 2001, 281 p.,  (ISBN 2-910733-79-3).
- Promenades dans la Rome antique, Éditions Amatteis, Le Mée-sur-Seine, 1999, 159 p.,  (ISBN 2-86849-179-0).